# Cirila Medved Škerlj
Cirila Medved-Škerlj, slovenska altistka, operna in koncertna pevka, pedagoginja in gledališka igralka, * 8. julij 1893, Ljubljana, † 6. december 1968, Ljubljana.
Cirila Medved-Škerljeva je v letih 1913 do 1917 študirala na Akademiji za glasbo in gledališko umetnost na Dunaju ter po študiju najprej nastopala kot koncertna pevka v Trstu in Gorici. Od leta 1918 je bila članica Opere, od 1921 do 1937 pa Drame Narodnega gledališča v Ljubljani; hkrati je vodila šolo na konservatoriju Glasbene matice.
V dramski vlogi je prvič nastopila leta 1921 kot Ana Andrejevna v Gogoljevem Revizorju. V operah je pela altovske vloge; med drugim je bila Županja v Pohujšanju v dolini šentflorjanski Matije Bravničarja. Od leta 1937 do 1941 je živela v Beogradu in tam poučevala solo petje na Glasbeni šoli Stanković in vodila gledališke predstave v Društvu Slovencev.